# Els Tres Turons
Els Tres Turons – miejscowość w Hiszpanii, w Katalonii, w prowincji Barcelona, w comarce Maresme, w gminie Arenys de Munt.
Według danych INE z 2005 roku miejscowość zamieszkiwały 152 osoby.